# Joergamysj (plaats)
Joergamysj (Russisch: Юргамыш; Tataars voor "moerassige plek") is een nederzetting met stedelijk karakter in de Russische oblast Koergan, gelegen op enkele kilometers van de gelijknamige rivier op 56 kilometer ten westen van Koergan in de Trans-Oeralregio. Het is het bestuurlijk centrum van het gelijknamige district Joergamysjski. De plaats ligt aan de spoorlijn tussen Tsjeljabinsk en Koergan.
De plaats ontstond in 1892 als een stationsnederzetting. Na de openstelling van een regelmatige dienstregeling op deze spoorlijn, kwamen steeds meer kolonisten naar de plaats. In 1924 kreeg de plaats de status van districtscentrum. In 2005 werd begonnen met de aanleg van een gaspijpleiding van Sjoemicha via Mysjkino naar Joergamysj voor de energievoorziening van ruim 100 plaatsen in de oblast.
In Joergamysj bevinden zich een vleesconservenfabriek, een houtchemiebedrijf (chimleschoz) en een boterfabriek.
Er bevinden zich een muziekschool, een ziekenhuis, twee bibliotheken, een bioscoop en een huis van cultuur.